# Necròpoli medieval de Can Boquet
La Necròpoli medieval de Can Boquet és un jaciment que es troba al Parc de la Serralada Litoral, concretament a Vilassar de Dalt (el Maresme), declarat Bé cultural d'interès local.

## Descripció
És una de les necròpolis més ben conservades d'època medieval a la comarca del Maresme, a pocs metres del Dolmen de Can Boquet. Es tracta de set tombes de l'alta edat mitjana, rectangulars i tipus cista, excavades al sauló i bastides amb lloses de granit. Estan col·locades paral·leles, equidistants i orientades cap a llevant. Les mides aproximades són 2 x 0,45 m, una fondària de 0,50 m i corresponen a sis individus adults i un infant.
Es van descobrir el 1974, soterrades, en llaurar un camp de conreu. Es van espoliar tan aviat va córrer la veu, abans que se'n pogués fer un estudi formal. Probablement eren paleocristianes (d'entre els segles viii i IX). Va ésser excavada pel Grup Arqueològic de Vilassar de Dalt i el Museu Arqueològic de Barcelona entre els mesos de febrer i març del 1974.

## Accés
És ubicada a Vilassar de Dalt: al Turó d'en Rumpons, a les planes de Can Boquet. Cal pujar uns 50 metres per un corriol ben marcat que surt de l'aparcament del Dolmen de Can Boquet, en direcció a uns xiprers sota els quals hi ha les tombes. Coordenades: x=445174 y=4598188 z=432.